# Julie Studer-Steinhäuslein
Julie Studer-Steinhäuslein (Bern, 9 april 1853 - aldaar, 17 augustus 1924) was een Zwitserse feministe.

## Biografie
Julie Studer-Steinhäuslein was een dochter van Karl Alexander Steinhäuslein en van Julie Dubois en huwde Bernhard Studer. Ze werkte voor het Rode Kruis tijdens de Eerste Wereldoorlog. Vanaf 1900 was ze lid en van 1904 tot 1914 ook voorzitster van de Zwitserse afdeling van de Union internationale des Amies de la jeune fille. Vanaf 1920 werd ze ook voorzitster van deze internationale organisatie. In die hoedanigheid was ze lid van de commissie van de Volkenbond die was belast met het controleren van de akkoorden in de strijd tegen vrouwen- en kinderhandel. Ze ijverde voor het opnemen strenge strafsancties in het Verdrag van 30 september 1921 ter bestrijding van de handel in vrouwen en kinderen.